# Liberale revolutie
De liberale of Atlantische revoluties zijn de revoluties die liberale maatregelen uit de verlichting als doel hadden aan het einde van de achttiende en het begin van de negentiende eeuw. Voorbeelden van zulke maatregelen zijn het invoeren van een grondwet, een parlementaire democratie, (census)kiesrecht en waar van toepassing een constitutionele monarchie.
Veel liberale revoluties vonden plaats tussen 1750 en 1850 in zowel Europa als Amerika.
Voorbeelden van liberale revoluties zijn:
- Amerikaanse Onafhankelijkheidsoorlog (Verenigde Staten, 1776)
- Franse Revolutie (Frankrijk, 1789)
- Brabantse Omwenteling (Zuidelijke Nederlanden, 1789)
- Haïtiaanse Revolutie (Haïti, 1791)
- Bataafse Revolutie (Nederland, 1795)
- Curaçaose slavenopstand van 1795
- Julirevolutie (Frankrijk, 1830)
- Revolutiejaar 1848 (onder andere Oostenrijk-Hongarije, Frankrijk, Sicilië)
- Revolutie van Ayutla (Mexico, 1854)
- Luikse Revolutie (Luik (stad), 1789–1795)